# Військовий переворот у Гані (1966)
Військовий переворот у Гані — переворот, здійснений ганськими збройними силами та поліцією 24 лютого 1966 року з метою усунення від влади президента Кваме Нкруми. Переворот відбувся, коли голова держави перебував з візитом у Китаї. Наслідком швидкого і майже безкровного перевороту до влади прийшли вищі чини армії і поліції, які утворили Національно-визвольну раду з восьми членів — чотирьох армійських і чотирьох поліцейських офіцерів. Рада розпустила правлячу Народну партію конвенту і Законодавчі збори, призупинили дію конституції.

## Передумови перевороту
В Гані наростало незадоволення президентом Кваме Нкрумою, урядом і правлячою Народною партією конвенту (НПК). Головними причинами були чимдалі більше згортання громадських свобод і можливостей для вільного політичного висловлювання, підрив системи незалежного судочинства, корупція і непотизм всередині державно-партійного апарату, пріоритет зовнішньої політики перед внутрішньою. До списку треба додати погіршення економічної ситуації.
Хоча більшість проблем, пов’язаних з уповільнення суспільно-економічного розвитку, були наслідком дії непідконтрольних урядові чинників (безперервне падіння світових цін на какао — головної статті ганського експорту), проте прискорені індустріалізація і розвиток інфраструктури, періодична заборона імпорту й зростання податків призвели до того, що в усіх негараздах почали звинувачувати саме уряд Нкруми. Всі відчували на собі зростання цін на товари першої необхідності, надто на імпортні. Інфляція 1964 року дорівнювала 16%, а 1965-го — 23%. Скорочувалось зростання реального Валового внутрішнього продукту: 4,3 % 1963 року, 1,3% 1965-го. На початку 1966 уряд підготував бюджет на новий фінансовий рік, що він попри сподівання не передбачав заходів покращення поточної економічної ситуації.
Держслужбовці, поліція і збройні сили віддалялись від НПК ще більше, ніж прості громадяни. Їх відштовхував Нкрумин «культ особистости» (перший пам’ятник Нкрумі відкрили 1958 року, його портрет був на грошах незалежної Ґани —  седі випуску 1965-1967 рр., його неофіційним титулом був «визволитель») і наплив у всіх установах «призначенців», «людей Нкруми».

## Переворот
Нкрума поїхав з державним візитом через Пекін до Ханою: він хотів спробувати виступи посередником у мирних перемовинах у В’єтнамі. 24 лютого, коли він прибув до Пекіну, армія і поліція під проводом полковника Котока та майора Афріфи здійснили державний переворот. Наслідком швидкого і майже безкровного перевороту (опір зчинила тільки президентська гвардія, що вона захищала резиденцію) до влади прийшли вищі чини поліції й армії, що утворили Національно-визвольну раду (НВР) з восьми членів — чотирьох армійських і чотирьох поліцейських офіцерів. НВР розпустила НПК і Законодавчі збори, призупинили дію конституції.

## Наслідки перевороту
Зі встановленням воєнного режиму в країні було взято курс на ліквідацію державного сектору. Велика частина з 55 державних корпорацій було передано в приватні руки — під контролем держави залишилось 19 найбільш рентабельних корпорацій, приватним особам було передано близько третини державних сільських господарств. Позбавили державний дотацій кооперативи. Іноземним компаніям, бажаючим інвестувати в Гану, дозволили без обмежень переказувати прибутки за кордон і гарантували захист від націоналізації. 
Військовий уряд доклав зусиль до зростання ролі у національному виробництві місцевих підприємців: широкого поширення набула практика залучення приватних підприємців до участі в управлінні державними корпораціями та підприємствами. Одночасно пройшла хвиля масових звільнень так у державному управлінні, як і на державних підприємствах. Станом на 1969 рік безробіття сягнула позначки 25%. Матеріальне становище трудящих погіршилося також наслідком ліквідації таких соціальних завоювань, як безкоштовні шкільна освіта та медична допомога[джерело?].
Військовий уряд був не надто популярним навіть у гурті військових: уже 14 квітня 1967 року відбулась перша спроба державного перевороту молодшими офіцерами. Незважаючи на репресії, в країні зростав страйковий рух: учасники вимагали підвищення заробітної плати, поліпшення умов праці і соціального забезпечення. Посилювалися вимоги повернення до цивільного правління. В результаті в травні 1969 НВР скасувала заборону на політичну діяльність і дозволила створення політичних партій.
Нкрума до Гани не повернувся. Його погодився прийняти уряд Гвінеї—Конакрі, де він продовжував працювати над теорією боротьби за визволення і об'єднання Африки до своєї смерті (1972).